# Рубеж (фильм, 2018)
«Рубе́ж» (рабочее название — «Невский пятачок») — российский фантастический приключенческий военный исторический драматический кинофильм о попаданчестве режиссёра Дмитрия Тюрина.
Фильм вышел в прокат 22 февраля 2018 года.
Премьерный показ фильма состоялся 18 января 2018 в здании музея-панорамы «Прорыв», посвященной операции «Искра» по прорыву блокады Ленинграда на встрече президента России Владимира Путина с ветеранами и поисковиками в день 75-летия прорыва блокады:

Вот такой способ выразить какую-то идею с помощью перемещения во времени, он используется далеко не в первый раз, и в мировой литературе неоднократно использовался, и в кинематографе, в том числе и в нашем, и в новейшее время. Вопрос не в самом этом способе, а вопрос, как это сделано. На мой взгляд, это сделано очень талантливо, выразительно, доходчиво. Это попадает туда, куда и хотели попасть — прямо в сердце. И в этом большая ценность работ подобного рода
— Путин В. В.
Телевизионная премьера фильма состоялась 27 января 2019 года на телеканале НТВ.

## Сюжет
Молодой, рациональный, достаточно циничный бизнесмен Михаил Шуров (Павел Прилучный) столкнулся с тем, что поисковики перекрыли доступ к песчаному карьеру на территории Невского пятачка под предлогом того, что нужно произвести археологические работы. Вскоре герой обнаруживает, что, взявшись за предмет, найденный в блиндаже на раскопках, он переносится в прошлое и оказывается на трагически известном Невском пятачке — плацдарме на берегу Невы, где проходили бои за Ленинград — и узнаёт о подвиге своих предков там.

## Историческая основа
Кадры военной хроники
«Невский пятачок» — условное обозначение плацдарма на левом (восточном) берегу Невы напротив Невской Дубровки, захваченного и удерживаемого советскими войсками Ленинградского фронта (с 19.09.1941 по 29.04.1942 и с 26.09.1942 по 17.02.1943) в ходе битвы за Ленинград.
К концу августа 1941 года части 16-й немецкой армии, наступавшие на Ленинград с юга, вышли к реке Неве, перерезали Кировскую железную дорогу и, развивая наступление, 8 сентября взяли Шлиссельбург. Началась блокада Ленинграда.

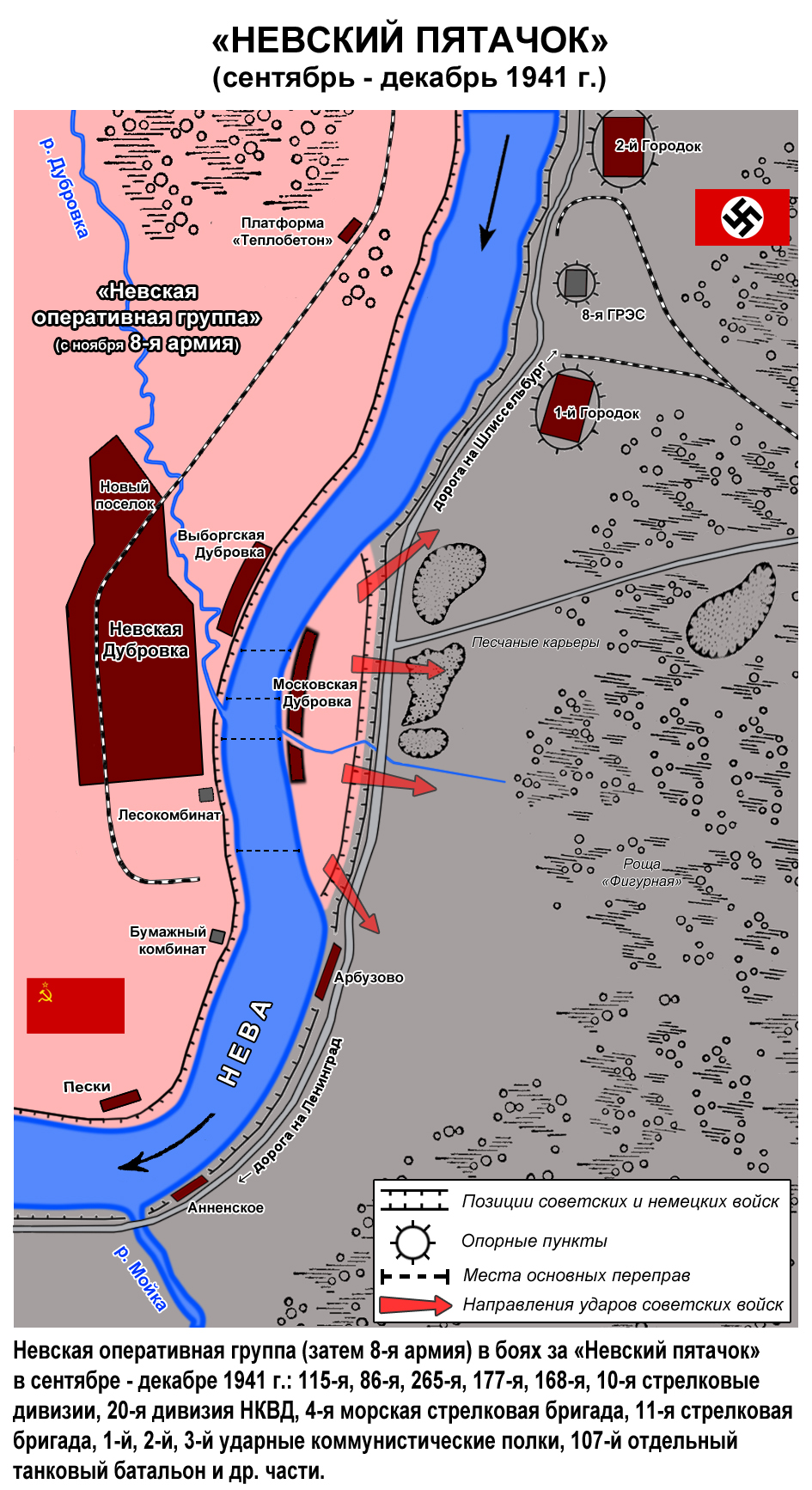
«Невский пятачок», октябрь — декабрь 1941 года

Желая сразу же изменить ситуацию, Ставка ВГК поставила задачу 54-й отдельной армии нанести удар на Синявино и Мгу с востока и прорвать блокаду там, где защитников Ленинграда и «Большую землю» разделяли всего 12-13 километров.
Войска Ленинградского фронта должны были содействовать этой операции: форсировать Неву, захватить ряд плацдармов и развивать наступление навстречу 54-й армии. Изначально сил для осуществления задуманного было выделено явно недостаточно, а времени на подготовку отводилось очень мало. Спешка была оправданной: немцы ещё не успели закрепиться на только-только занятых рубежах, и у советских войск был шанс выбить их оттуда. В ночь на 20 сентября советские войска в тишине, без артподготовки, без поддержки авиации и танков, что позволило добиться эффекта внезапности, располагая только дивизионной и полковой артиллерией, форсировали Неву напротив посёлка Невская Дубровка, в том месте, где река достаточно узка, и внезапной атакой сумели выбить немецкие войска. Возник плацдарм размером два километра в ширину и полтора в глубину, «Невский пятачок».
Локализовав советский плацдарм, немецкие части стали методично выстраивать вокруг него оборонительные позиции. «Невский пятачок» был окружен рядами колючей проволоки, минными полями и большим количеством артиллерии, которая простреливала не только каждый метр советских позиций, но и все восемь переправ, организованных через Неву напротив плацдарма.
С этого плацдарма советские войска неоднократно пытались начать наступление на Мгу и Синявино навстречу войскам, наносившим удар с востока, и тем самым прорвать блокаду Ленинграда. Несмотря на то, что все попытки расширить плацдарм и развить наступление закончились неудачно, «Невский пятачок» стал одним из символов мужества, героизма и самопожертвования советских воинов. Во время операции «Искра» защитники этого плацдарма оттянули часть сил противника с главного направления удара и приняли на себя до 70 % артиллерийско-минометного огня. Тем самым они обеспечили успех наступавшей севернее ударной группировке Ленинградского фронта. 18 января 1943 года она соединилась с войсками Волховского фронта. Блокада Ленинграда была прорвана.

## В ролях
- Павел Прилучный — Михаил Николаевич Шуров
- Семён Трескунов — Алексей Алексеевич Шуров, дед Михаила
- Елена Лядова — Мария Шурова, прабабушка Михаила
- Игорь Скляр — Алексей Васильевич Шуров, старший батальонный комиссар, прадед Михаила
- Дмитрий Смирнов — Павел Алексеевич Шуров, старший брат Алексея
- Александр Коршунов — Николай Алексеевич Шуров, отец Михаила
- Екатерина Васильева — Ефимова
- Александр Сетейкин — Ефимов
- Софья Шипачева — Ефимова в детстве
- Юлия Шубарева — внучка Ефимовой
- Сергей Чирков — Александр Маляров
- Александр Лыков — Виктор Петрович
- Кристина Бродская — Елизавета Тихонова
- Игорь Петренко — Владимир
- Кирилл Кяро — врач Лаврусенко
- Виктор Добронравов — Борис Грачёв, майор медицинской службы
- Станислав Дужников — Панаитов

## Съёмочная группа
- Режиссёр-постановщик — Дмитрий Тюрин
- Автор сценария — Александр Шевцов
- Оператор-постановщик — Юрий Коробейников при участии Дениса Мадышева
- Композитор — Юрий Потеенко

## Работа над фильмом
Решение о создании полнометражного художественного фильма «Невский пятачок» («Рубеж») было принято осенью 2015 года. Проект получил государственную поддержку в размере 200 млн рублей как социально значимый проект, ориентированный на молодёжную аудиторию. Общая сметная стоимость фильма составила 300 млн рублей.
Сценаристом стал один из авторов картины «Мы из будущего» Александр Шевцов. Режиссёра Дмитрия Тюрина увлекли идеи, заложенные в этой истории — о том, что любовь способна изменить человека, об уважении к предкам, сохранении памяти о них. Сценарий сочетал в себе сразу несколько жанров. Работая над картиной авторы дорабатывали сценарий, сделали историю более молодёжной, разбавили экшном и визуально красочными эпизодами. «Сверхзадачей было, чтобы просмотр вдохновил зрителей поинтересоваться у старших родственников историей своей семьи, подвигнуть побольше узнать о своих корнях».
При работе над фильмом создатели вдохновлялись популярными фотографиями, на которых совмещаются старые и нынешние виды городских объектов. Переходы между настоящим и прошлым решили показать с помощью «вихрей». Для съёмок видений главного героя хромакей в одном из павильонов киностудии «Объединенных русских киностудий» (АФК «Система») пришлось увеличить в два раза, а также поставить рекорд по количеству осветительных приборов. Реализовали замысел на постпродакшне специалисты по спецэффектам компании Main Road Post.
Творческой группой был произведен уникальный эксперимент — военные действия в картине были изображены в манере Ван Гога, страшная и серая действительность расцвечена его красками. Для этого были покрашены бревна, оружие, пушки, танки. Обработке подверглась даже земля — окрашенные по специальной технологии 10 тонн мраморной крошки были рассыпаны на земле, чтобы повторить на экране мазок Ван Гога. Вручную были покрашены 150 комплектов обмундирования, нет ни одного костюма неотфактуренного, всё сделано в такой цветовой гамме: кирпичного цвета шинели у красноармейцев и синие у вермахта, стволы винтовок и автоматов у наших зелёные, а у немцев — фиолетовые, приклады — бордовые. В итоге в изобразительном плане «Рубеж» перекликается с фильмом «Диком Трейси» Уорена Битти, большое внимание уделено цвету и его динамике в кадре: ближе к финалу всё выглядит максимально ярко и даже кислотно.
Фильм снимался в Санкт-Петербурге, Москве и Серпуховском районе Московской области, где создатели картины работали над батальными сценами. В огромном Подмокловском карьере были вырыты километры окопов и построены несколько блиндажей. Окопы, траншеи и блиндажи воссоздавали по сохранившимся чертежам. Насыпи и рвы сделаны с помощью бульдозеров, окопы копали 20 человек в течение месяца.
В Санкт-Петербурге съёмки фильма проходили на стрелке Васильевского острова, где специально были построены декорации ресторана, а также на природе, близ ЗСД.
Военная техника для съёмок была взята на киностудии «Мосфильм» и на военном полигоне в Алабино.
Трюки в фильме Павел Прилучный выполнял сам: нырял в ледяную воду и спускался с крыши по пожарному рукаву.

Нынешнее поколение смотрит на войну глазами обывателя. Мы уже забыли о том, насколько страшное испытание пережил наш народ, какой ценой далась победа. И если у нас получится рассказать о подвиге, который совершили в те годы наши прадеды, деды и отцы, чтобы молодого зрителя это проняло до слез, — я буду считать, что выполнил свою миссию.— Павел Прилучный

## Клип
По мотивам фильма был снят клип. Автор песни «Две минуты жизни» Леонид Агутин говорит, что пел о том, что волнует его самого. Режиссёром клипа стал британский режиссёр Энди Морахан (снимавший для Майкла Джексона, Queen, Пола Маккартни, Aerosmith, Бон Джови, Тины Тёрнер и других звёзд): «Зритель ожидает, что у фильма есть сердце, есть душа. Эта песня наводит на серьёзные мысли, поэтому я хотел снять что-то классическое, каноничное, кинематографичное».

## Критика и отзывы
Обозреватель газеты «Культура» Егор Холмогоров считает, что создателям «Рубежа» удалось отменить лёгкость игр со временем и создать действительно сильный фильм. «Парадокс — фантастический фильм оказывается менее условным и абстрактным, чем большинство „исторических“ картин». Отмечая некоторые недостатки фильма, критик замечает, что придираться «совершенно не хочется, настолько захватывает происходящее на экране. Сценарий картины, тугой как пружина, изобилует непредсказуемыми поворотами и запоминающимися деталями. Даже романтические и героические штампы обыграны так, что и скептика рано или поздно бросит в дрожь».
По мнению кинокритика Евгения Ухова (Film.ru), у создателей фильма получилось увлекательное кино, в котором практически нет затянутостей, провисаний и притормаживания действия. Отмечается отличное попадание в образ Павла Прилучного, чей «циничный, пробивной, неуступчивый герой — именно то, что нужно. В него веришь, как веришь и в его постепенное изменение». «Рубеж» получился непафосным, хотя и достаточно драматичным, чтобы всплакнуть особенно сентиментальным зрительницам. В картине присутствует понятный посыл, который адресован даже не тем патриотам, которые без подсказок живут от 9 Мая до 9 Мая, а подрастающему поколению, часто сторонящемуся насаждаемого культа Победы. «Рубеж» работает тоньше прямолинейных агиток и выглядит доброжелательнее строгих дежурных нравоучений.